# 1690
Cette page concerne l'année 1690  du calendrier grégorien. Pour l'année 1690 av. J.-C., voir 1690 av. J.-C.
L'année 1690 est une année commune qui commence un dimanche.

## Événements

### Amérique
- 3 février : émission par la colonie britannique du Massachusetts du premier papier monnaie américain pour payer la solde des troupes combattant contre les Français[1].
- 18 février, guerre franco-anglaise : les Français et leurs alliés Indiens venus de Montréal attaquent Colaer (Schenectady) dans la province de New York ; ils brûlent la ville et massacrent la population[2].
- 25 février, Terre-Neuve : Plaisance est pillée par des flibustiers anglais[3].

- 26 mars, Santiago de la Monclova : départ d’une expédition espagnole conduite par le gouverneur du Coahuila Alonso de León vers l’Est du Texas que les Espagnols occupent temporairement de mai 1690 jusqu’en octobre 1693[4].
- 27 mars : assaut de Salmon Falls dans la province du New Hampshire par les Français et leurs alliés Indiens venus de Trois-Rivières conduits par La Fresnière[2].

- 3 mai : une flotte anglaise de Boston dirigée par William Phips attaque l'Acadie[5].
- 21 mai (11 mai du calendrier julien) : William Phips prend Port-Royal, capitale de l'Acadie[5].
- 29 mai : reddition de Casco (Fort Loyal, aujourd'hui Falmouth, près de Portland dans le Maine) assiégé par les Français et leurs alliés Indiens venus de Québec[2].

- 12 juin : départ de York Factory de l’expédition d’Henry Kelsey qui, parti de la baie d'Hudson, atteint par la vallée de la Saskatchewan le territoire des Pieds-noirs à l’extrémité occidentale de la Prairie canadienne (fin en 1692)[6].

- 7 octobre : les Anglais rattachent l'Acadie à la colonie du Massachusetts, par proclamation royale[7].
- 16 octobre : bataille de Québec. Les Anglais tentent en vain de prendre Québec avec une flotte venue de Nouvelle-Angleterre (fin le 24 octobre)[2].

- Fortification de Québec[8].
- Révolte d’esclaves au Suriname sur la plantation d’Imanuel Machado, qui est tué[9].

### Asie
- Avril : début de la construction du comptoir français de Chandernagor (fin en juillet 1692)[10].
- 24 août : en Inde, l'Anglais Job Charnock, (? -1693), un agent de la East India Company, responsable du comptoir anglais de Cassimbazar installe une nouvelle factorerie à Sutanati (Fort William en 1696). Cette date est généralement considérée comme la date de fondation de la moderne Calcutta[11].
- 2 septembre : le khan de Dzoungarie Galdan, qui a envahi la Mongolie, est battu par les forces de l'empereur de Chine Kangxi. Il doit reculer et la Mongolie extérieure devient protectorat chinois (mai 1691-1912)[12].
- 25 septembre : le médecin allemand Engelbert Kaempfer (1651-1712) arriva à Dejima dans la baie de Nagasaki au Japon avec la délégation hollandaise. Il rencontre à deux reprises le shogun à Edo (1691 et 1692) et rapporte de nombreux dessins et un témoignage unique sur le Japon des années 1690[13].

- Japon : Mitsui, fabricant de saké à Edo, devient l’agent financier tant du shogounat que de la maison impériale, sauvant les grands avec l’argent gagné par les bourgeois des villes nouvelles. Mais en quelques générations, les dettes vont s’accumuler, jamais remboursées, sinon sous la forme de privilèges et d’honneurs, et les créanciers seront tout aussi ruinés que leurs débiteurs[14].
- Aurangzeb force les états hindous de Tanjore et de Trichinopoly à lui payer tribut. Il règne sur toute la péninsule indienne mais l’Empire moghol est déchiré par les guerres incessantes et les révoltes. Il n’a pour seule ressource que le revenu du Bengale dont le gouverneur lui est resté fidèle. La conquête du Dekkan l’a ruiné. Les Marathes, qu’Aurangzeb a voulu amadouer après les avoir vaincus, submergent l’administration[15].
- Traité de paix entre la Compagnie anglaise des Indes orientales et Aurangzeb[16].

### Europe
- 24 janvier : Joseph de Habsbourg est élu roi de Germanie[17].

- 16 mars : Louis XIV envoie une armée en Irlande combattre aux côtés du roi Jacques II. La flotte de Lauzun débarque à Cork le 22[18].
- 27 mars (17 mars du calendrier julien) : mort du patriarche de Moscou Joachim[19], qui avait imposé, sous la régence de Sophie, la répression de tous les dissidents.

- 6 avril : manifeste invitatoire de l'empereur Léopold Ier adressé au patriarche de l’Église orthodoxe serbe, Arsenije III Čarnojević. Début de la Grande migration des Serbes du Kosovo en Voïvodine (1690-1691)[20].
- 15 avril : mort de Michel Abaffi. Son fils Abaffi II devient prince de Transylvanie avec le soutien de l'empereur, en compétition avec Imre Thököly soutenu par les Ottomans[21].
- 30 avril - 1er mai : bataille de Cromdale. Fin de l'insurrection jacobite en Écosse[22].

- 3 - 4 juin : Victor-Amédée II de Savoie entre dans l’alliance contre la France[23].
- 4 juin : les Vaudois sont amnistiés et sont recrutés par l’armée de Victor-Amédée II de Savoie[24].
- 14 juin : Guillaume d’Orange débarque en Irlande avec 16 000 hommes[22].

- 1er juillet : victoire de Luxembourg sur Guillaume III d'Orange à la bataille de Fleurus. Prudent, Louis XIV n’exploite pas cette victoire[25].

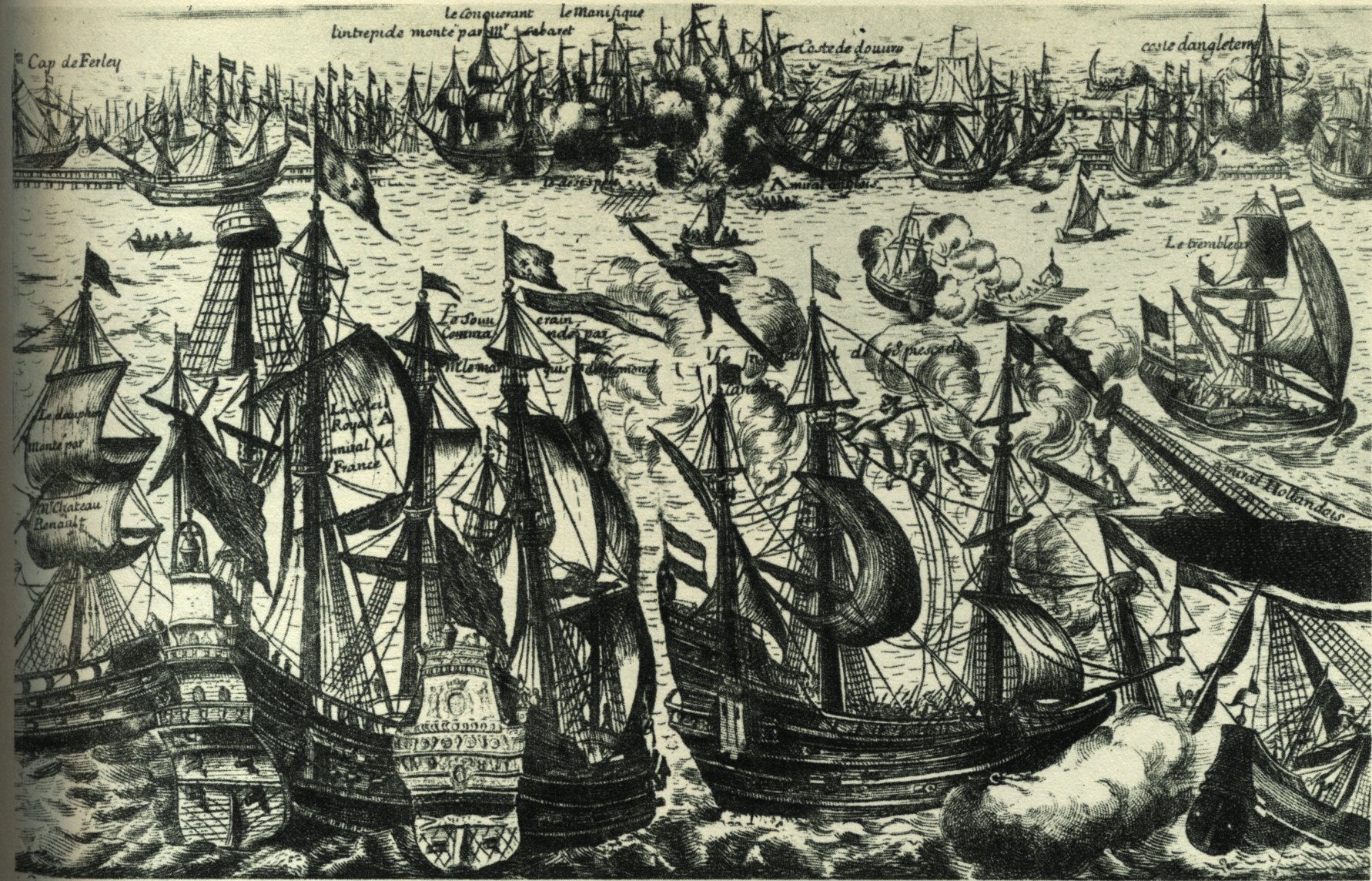
10 juillet : bataille du cap Béveziers

- 10 - 11 juillet : victoire navale française de Tourville sur les flottes anglaises et hollandaise à la bataille du cap Béveziers ou de Beachy Head (Sussex)[26].

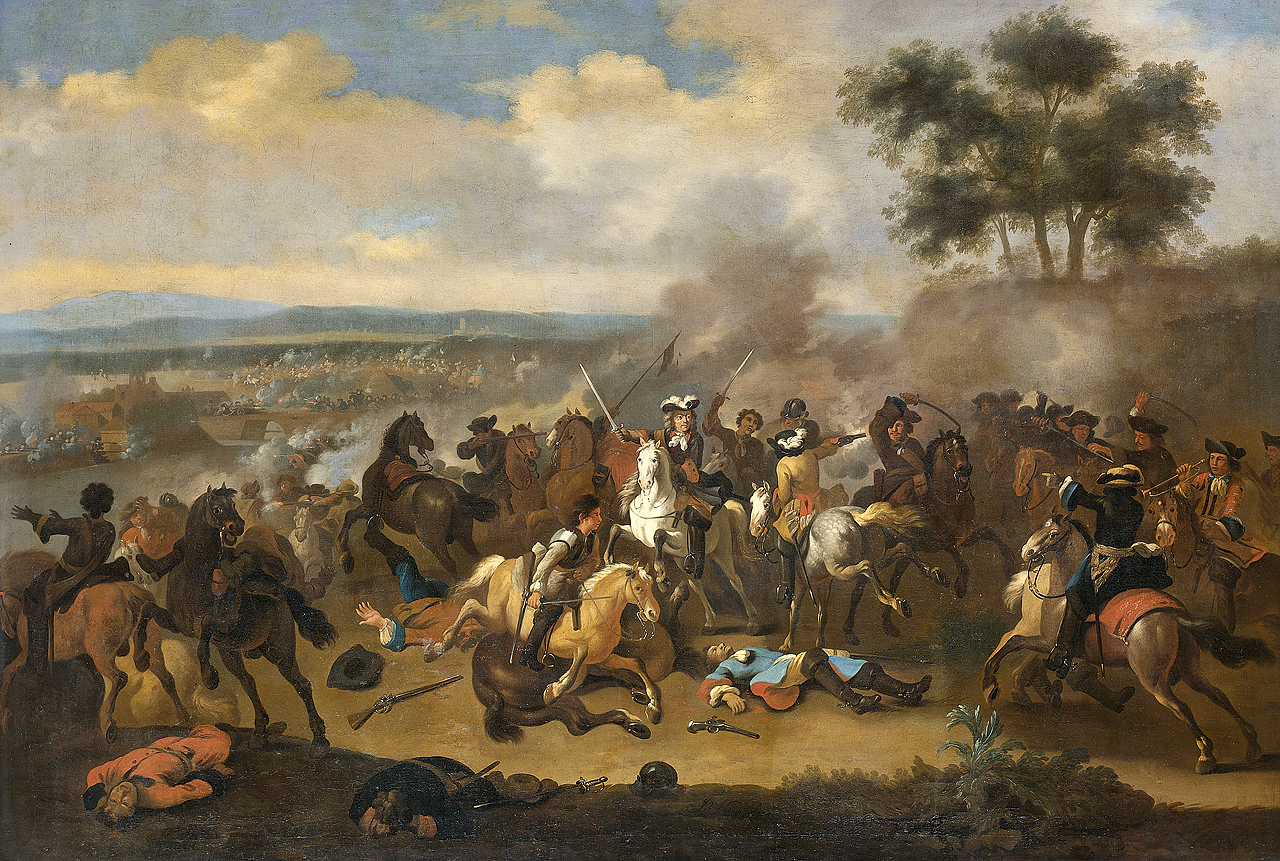
12 juillet : bataille de la Boyne, toile attribuée à Jan van Huchtenburg

- 12 juillet : défaite de Jacques II (James II) d'Angleterre à la bataille de la Boyne[27]. Après la capitulation de Galway le 22 juillet 1691, Jacques II doit retourner en France. L'Irlande est livrée aux Anglais[28].

- 5 août : les Français débarquent à Teignmouth en Angleterre du Sud-Ouest où ils détruisent plusieurs vaisseaux marchands[29].
- 10 août : Feuquières est battu à Bricherasio en Piémont par le colonel des Vaudois ; il perd plus de quatre cents hommes[30].
- 18 août : le maréchal de Catinat bat le duc de Savoie à la bataille de Staffarda[22], prend Saluce (19 août) puis Suze (12 novembre)[31].
- 21 août : Imre Thököly écrase l’armée impériale avec une armée de 6 000 hommes à la bataille de Zernyest dans laquelle est tué Mihály III Teleki[22].
- 27 août : Adrien est ordonné patriarche de Moscou (fin en 1700)[32].
- Août-octobre, deuxième guerre austro-turque : le vizir ottoman Mustafa Köprülü mène une campagne victorieuse en Serbie, reprend Niš et Belgrade[22] et rétablit l’influence ottomane en Transylvanie où il installe Imre Thököly comme prince. Mais il est tué dans la bataille de Slankamen contre les impériaux (19 août 1691).

- 9 septembre : Guillaume d’Orange est contraint de lever le siège de Limerick en Irlande[33].
- 22 septembre : Imre Thököly obtient de la Diète de Kereszténysziget avec l’appui du Sultan le titre de prince de Transylvanie[34].

- 8 octobre : reprise de Belgrade par l’armée du Grand Vizir Mustafa[35].
- 16 octobre : Diploma Leopoldinum majus ; l'Empereur, en contrepartie de la reconnaissance de son autorité en Transylvanie, promet de respecter les privilèges de la noblesse et des Églises, et place le général Frédéric Veterani à la tête du gouvernement pendant la minorité d'Abaffi II[36].
- 25 octobre : malgré la reprise de Belgrade, le reflux des Turcs s’accentue et Imre Thököly doit abandonner la Transylvanie par le défilé de Bodza[37].
- 1er décembre : signature à Hambourg par Bidal d’Asfeld et Luigi Ballati d’un traité de neutralité entre la France et le Hanovre, antidaté du 27 novembre, pour que les subsides puissent partir du mois de novembre[38]. Action diplomatique en Allemagne du Nord du baron Bidal d’Asfeld. Malgré d’importants subsides distribués au duc de Hanovre, à l’évêque de Munster, au roi de Danemark et au duc de Wolfenbüttel, il échoue à les rallier à la France (1690-1694)[39].

- À partir des régiments « d’Amuseurs » de son adolescence à Préobrajenskoïe, Pierre Ier de Russie crée les régiments de la Garde Préobrajenski et Sémionovski, dont le tiers des effectifs est composé de huguenots français réfugiés en Russie[40].

## Naissances en 1690
- 22 janvier, Nicolas Lancret, peintre français († 14 septembre 1743).

- 1er mars : Silvio Valenti-Gonzaga, cardinal italien († 28 août 1756).
- 18 mars : Christian Goldbach, mathématicien allemand († 20 novembre 1764).
- 23 avril : Paul Maurice de Torrenté, ecclésiastique et juriste sédunois († 10 août 1749).

- 1er mai : Luke Schaub, homme politique anglais d'origine suisse († 27 février 1758).
- 2 mai : Talbot Yelverton, pair anglais, créé comte de Sussex en 1714 († 27 octobre 1731).

- 9 septembre : Nicolas de Saulx-Tavannes, cardinal français, archevêque de Rouen  († 10 mars 1759).
- 23 septembre : Giuseppe Bazzani, peintre rococo italien († 17 août 1769).

- 14 octobre : Olivio Sozzi, peintre italien († 31 octobre 1765).

- 17 novembre : Noël Nicolas Coypel, peintre français († 14 décembre 1734).

- Date précise inconnue :
  - Angela Maria Pittetti, peintre italienne († 13 avril 1763).
  - Bernardino Zanetti, historien vénitien († 1762).
  - Lorenzo Fratellini, peintre italien († 1729).
  - Nicola Maria Rossi, peintre italien de la période baroque († 23 avril 1758).
  - Giovanni Conca, peintre italien († 19 octobre 1771).

- Vers 1690 :
  - Mouhammad Khan, prince afghan de la dynastie des Durrani, chef de la famille des Abdali († 1750).
  - Angelo Maria Scaccia, compositeur et violoniste italien († 29 septembre 1761).

## Décès en 1690
- 12 février : Charles Le Brun, peintre français (° 24 février 1619).
- 17 mars : Jan van Mieris, peintre néerlandais (° 17 juin 1660).
- 18 avril : Charles V de Lorraine, duc de Lorraine et de Bar (° 3 avril 1643).
- 20 avril : Marie-Anne de Bavière, la Grande Dauphine (° 28 novembre 1660).
- 25 avril : David II Teniers, peintre flamand (° 15 décembre 1610).
- 26 avril : Hendrik Verschuring, peintre, graveur et dessinateur néerlandais (° 1627).
- 27 mai : Giovanni Legrenzi, compositeur italien (° 12 août 1626).
- 29 mai : François de Calvo, général français d'origine catalane.
- 10 juillet : Domenico Gabrielli, compositeur italien (° 15 avril 1651).
- 7 octobre : Jacques Savary, financier et économiste français (° 22 septembre 1622).
- 15 octobre : Juan de Valdés Leal, peintre baroque espagnol, sculpteur, doreur, graveur et architecte (° 4 mai 1622).
- 17 octobre : Marguerite-Marie Alacoque, mystique française à l’origine des dévotions au Sacré-Cœur, contestées par les jansénistes (° 22 juillet 1647).
- Date précise inconnue :
  - Abraham van Beijeren, peintre néerlandais (° vers 1620).
  - Abraham Brueghel, peintre néerlandais (° 28 novembre 1631).
  - Wang Wu, peintre chinois (° 1632).
- Vers 1690 :
- Johannes van der Bent, peintre néerlandais (° vers 1650).